# Woo Sang-kwon
Woo Sang-kwon (2 de fevereiro de 1928 - 13 de dezembro de 1975) foi um futebolista e treinador sul-coreano que atuava como atacante.

## Carreira
Woo Sang-kwon fez parte do elenco da Seleção Sul-Coreana de Futebol, na Copa do Mundo de 1954.

## Títulos
- Copa da Ásia: 1956, 1960